# Barra do Ribeiro
Barra do Ribeiro is een gemeente in de Braziliaanse deelstaat Rio Grande do Sul. De gemeente telt 11.762 inwoners (schatting 2009).

## Aangrenzende gemeenten
De gemeente grenst aan Guaíba, Mariana Pimentel, Sertão Santana, Sentinela do Sul en Tapes. En over water (Lago Guaíba) met Porto Alegre en Viamão.